# إيل كينيدي
إيل كينيدي (بالإنجليزية: Elle Kennedy)‏ (30 ديسمبر 1979)؛ روائية كندية. درست في جامعة يورك.